# Nomorhamphus megarrhamphus
Nomorhamphus megarrhamphus är en fiskart som först beskrevs av Brembach 1982.  Nomorhamphus megarrhamphus ingår i släktet Nomorhamphus och familjen Hemiramphidae. IUCN kategoriserar arten globalt som nära hotad. Inga underarter finns listade i Catalogue of Life.